# 沃爾卡尼卡山脈

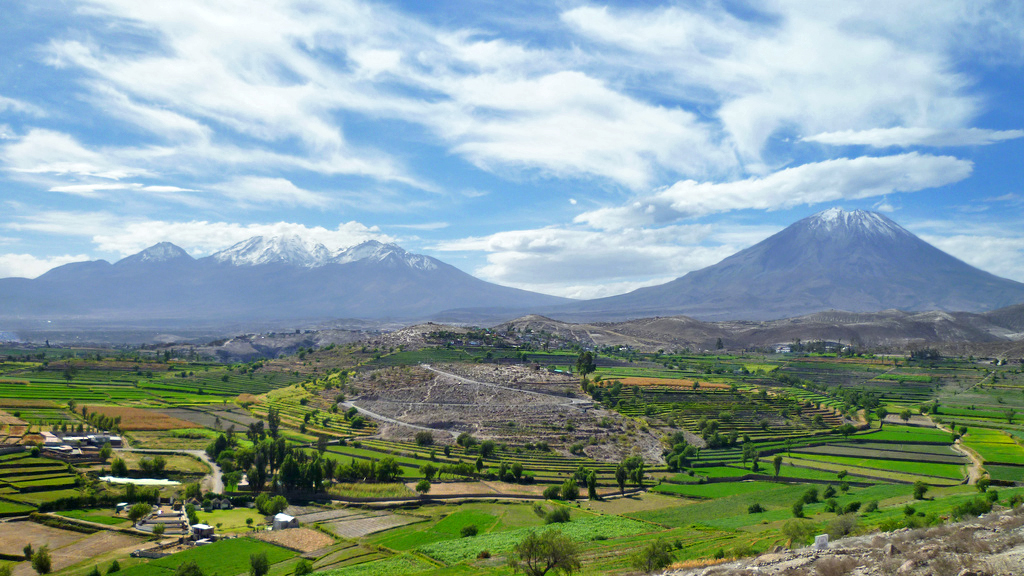

沃爾卡尼卡山脈（西班牙語：Cordillera Volcánica），是秘魯的山脈，屬於安第斯山脈的一部分，全長80公里，冰川面積15平方公里，最高點是海拔高度6,057米的查查尼峰。